# Кондратьев, Владимир Иосифович
Владимир Иосифович Кондратьев (укр. Володимир Йосипович Кондратьєв; 17 апреля 1925, Николаевская область — 22 июня 2023) — украинский актёр театра. Народный артист Украины (1994). Заслуженный деятель искусств Автономной Республики Крым (2001).

## Биография
Участник Великой Отечественной войны.
В 1951 году окончил Одесское театральное училище.
C 1951 по 1963 год работал в театрах Одессы, Львова и Польши, в том числе во Львовском русском драмтеатре Прикарпатского военного округа.
С 1963 года работал в Крымском академическом театре имени М. Горького.
Был женат на актрисе Ольге Федориной (1921—2017).
Скончался 22 июня 2023 года на 99-м году жизни.

## Награды
- Орден Красной Звезды (1945)
- Орден Отечественной войны I степени (1985)
- Орден «За заслуги» III степени
- Орден Богдана Хмельницкого III степени (2000)
- Грамота Президиума Верховного Совета УССР
- Медаль «За доблестный труд» (28 апреля 2015, Республика Крым, Россия) — за героизм, проявленный в годы Великой Отечественной войны 1941–1945 гг., значительный личный вклад в развитие и пропаганду театрального искусства в Республике Крым, высокое профессиональное мастерство, многолетний плодотворный труд и в связи с 90-летием со дня рождения[2]
- Звание «Народный артист Украины» (10 марта 1994) — за значительный личный вклад в развитие театрального искусства, высокое исполнительское мастерство[1]
- Звание «Заслуженный артист Украинской ССР»
- Звание «Заслуженный деятель искусств Автономной Республики Крым» (13 апреля 2001) — за значительный личный вклад в развитие театрального искусства Автономной Республики Крым, высокое профессиональное мастерство, самобытное творчество, многолетний плодотворный труд и в связи с 75-летием со дня рождения и 55-летием творческой деятельности[3]
- Почётный гражданин Симферополя (2007) — за высокие достижения в культурной деятельности и профессиональное мастерство, большой личный вклад в развитие театрального искусства[4]

## Театральные роли
- Алексей в «Оптимистической трагедии»
- Мересьев в «Повести о настоящем человеке»
- Рыбаков в «Кремлёвских курантах»
- Иван («Иван и Мадонна», А. Кудрявцев)
- Феличе («Дом сумасшедших», Э. Скарпетта)
- Большов («Свои люди — сочтемся», А. Островский)
- «Левая грудь Афродиты» Ю. Полякова
- «Папа в паутине», «Суета», «Лгунья»
- «Родственники» Э. Брагинского и Э. Рязанова
- «Второй выстрел» Робера Тома

## Фильмография
- Свидетель обвинения (фильм-спектакль,1974) — поверенный